# Лондоньо, Хосе Сантакрус
Хосе Сантакрус-Лондоньо (исп. José Santacruz Londoño; 1 октября 1943 — 5 марта 1996) — колумбийский наркобарон. Вместе с двумя братьями Орехуела — Хильберто Родригесом и Мигелем Родригесом — являлся основателем и лидером одного из крупнейших колумбийских наркокартелей — Картеля Кали.

## Биография
Хосе Сантакрус Лондоньо и братья Орехуело создали картель Кали в 1970-х годах. Главным видом деятельности картеля была торговля марихуаной. В 1980-х картель расширил сферу своей деятельности и стал заниматься торговлей кокаином. Какое-то время Картель Кали поставлял 70 % кокаина в США и 90 % кокаина в Европу.
Картель Кали был менее жестоким, чем его главный конкурент — Медельинский кокаиновый картель, руководимый Пабло Эскобаром. В то время как медельинцы вели ожесточенную борьбу с колумбийским правительством, Картель Кали развивался. Участники картеля предпочитали добиваться своего с помощью взяток, а не насилия. Главный центр картеля по оптовой торговле кокаином и операций по отмыванию денег находился в Нью-Йорке.
Лондоньо был одним из самых жестоких лидеров картеля Кали. Также он сыграл ключевую роль в картеле в операциях по сбору информации. Финансовое состояние этого наркобарона достигало нескольких миллиардов долларов.
Считается, что именно он в 1992 году заказал убийство журналиста Мануэля Богы, чьи статьи о торговле наркотиками в газете на испанском языке в Нью-Йорке разгневали лидеров картеля. В июне 1992 года организацией DEA были уничтожены две лаборатории по изготовлению и переработке кокаина в Бруклине, Нью-Йорк, которые курировал Чепе. DEA также подозревали Лондоньо в операциях по отмыванию денег в различных городах Европы и Америки.
После распада группировки Эскобара колумбийские власти повели наступление на картель Кали. Кампания против картеля началась летом 1995 года. Несколько лидеров Картеля Кали были арестованы в течение лета 1995 года. 9 июня был арестован Хильберто Родригес Орехуела, 4 июля 1995 — Сантакрус Лондоньо, а 6 августа — Мигель Родригес Орехуела. 11 января 1996 года Лондоньо бежал из тюрьмы La Picota в Боготе, но уже в марте полиция выследила его в Медельине (возможно, не без помощи конкурентов), и 5 марта он был убит при попытке к бегству. Также существует предположение, что Лондоньо был убит полицейским по заказу Карлоса Кастаньо — участника Картеля Северной Долины.

## В культуре
В 2018 году вышел телесериал «Нарко: Мексика». Лондоньо сыграл актёр Пепе Рапасоте.